# 酒井和広
酒井 和広（さかい かずひろ、1949年12月9日 - ）は、日本の経営者。

## 経歴
岐阜県出身。1977年に京都大学大学院を修了した後に、同年に日本道路公団に入社。西日本高速道路で取締役、副社長などを歴任し、2018年5月に社長に昇格し、2020年までに務めた。